# GewoonDordt
GewoonDordt is een lokale politieke partij in de Nederlandse gemeente Dordrecht.
GewoonDordt werd op donderdag 21 december 2017 opgericht door Irene Koene. Koene was daarvoor al jaren raadslid voor de VVD in Dordrecht.
Op 21 maart 2018 deed de partij voor het eerst mee aan de gemeenteraadsverkiezingen. Die dag eindigde voor GewoonDordt met een zetel in de Dordtse gemeenteraad. Vier jaar later op 16 maart 2022 deed GewoonDordt mee en toen wist de partij haar zetel te behouden.